# Gudur (mandal), Nellore
Gudur là một trong 46 mandal thuộc huyện Nellore district, bang Andhra Pradesh, Ấn Độ. Thủ phủ của nó đặt tại thành phố Gudur. The mandal is situated on the coast of Bay of Bengal, bounded by Sydapuram, Manubolu, Balayapalle, Ojili và Chillakur mandals.